# Vespergesang (Mendelssohn)
Der Vespergesang (MWV B 26), voller Titel Ad vesperas Dominicæ XXI post Trinitatis, Responsorium et Hymnus, ist ein geistliches Chorwerk von Felix Mendelssohn Bartholdy für Männerchor, Violoncello und Kontrabass.
Das Werk entstand 1833 in Düsseldorf, als Mendelssohn zum städtischen Generalmusikdirektor ernannt wurde und im Rahmen dieser Berufung in den Düsseldorfer Hauptkirchen für die Kirchenmusik verantwortlich war. Es wurde jedoch erst 1874 postum von Mendelssohns Nachfolger in Düsseldorf, Julius Rietz als op. 121, veröffentlicht.

## Besetzung
Die autographe Partitur Mendelssohns sieht einen vierstimmigen Männerchor (TTBB) mit Solisten sowie ein Violoncello und einen Kontrabass als Begleitung vor. Julius Rietz ergänzte in seiner Erstausgabe eine Orgelstimme für eine Basso continuo-Begleitung. Zwar enthält Mendelssohns autographe Partitur kein ausnotiertes Orgelcontinuo, allerdings gilt es als wahrscheinlich, dass Mendelssohn bei eigenen Aufführungen des Vespergesangs eine Orgelbegleitung hinzuzog, zumal wenige Takte des Autographs einen bezifferten Generalbass aufweisen.
Die von Rietz gesetzte Orgelstimme wird in Bezug auf dessen enge Zusammenarbeit mit dem Komponisten als weitgehend authentisch eingeschätzt. Weitere Sätze für eine Orgelbegleitung stammen von Hans Georg Pflüger und Paul Horn.

## Text
Als Textvorlage dient der liturgische Text des Responsoriums und des Hymnus zur Vesper des 21. Sonntags nach Trinitatis. Auch der englische Barockkomponist William Byrd hatte zuvor denselben Responsoriumstext in seiner Motette Aspice Domine de sede vertont.
Das Responsorium setzt sich aus drei unterschiedlich behandelten Bibelstellen zusammen:
- Vom Psalm 119, Vers 132 ist eine Variantform der lateinischen Textvorlage übernommen worden:

| Adspice Domine de sede sancta tua, et cogita de nobis. |  | Herr, schaue herab von deinem heiligen Throne, und denke an uns. |  |

- Aus dem Buch Daniel ist der 18. Vers des 9. Kapitels enthalten, jedoch wurde das Wort „desolationem“ mit „tribulationem“ ausgetauscht:

| Inclina Deus meus aurem tuam, et audi. Aperi oculos tuos, et vide tribulationem nostram. |  | Neige dein Ohr, mein Gott, und höre. Öffne deine Augen, und siehe an unsere Not. |  |

- Aus dem Buch der Psalmen wurde der 2. Vers von Psalm 80 unverändert übernommen:

| Qui regis Israel intende, qui deducis velut ovem Ioseph, qui sedes super Cherubim, intende. |  | Du Hirte Israels, höre, der du Joseph führst wie ein Schaf, der du thronst über den Cherubim, höre. |

- Zu den Bibelstellen hinzu kommt der Anfang der Trinitarischen Doxologie:

| Gloria patri et filio, et spiritui sancto. |  | Ehre sei dem Vater und dem Sohn, und dem Heiligen Geiste. |

- Der Text des Hymnus stammt aus einer Hymnensammlung, welche Ambrosius von Mailand zugeschrieben wird (Hymnus XI). Auch hier gab es eine kleine Abänderung, indem das Wort „supplex“ durch „duplex“ ersetzt wurde:

| O lux beata, trinitas et principalis unitas, iam sol recedit igneus, infunde lumen cordibus. Te mane laudem carmine, te deprecemur vespere, te nostra duplex gloria per cuncta laudet sæcula. |  | O selig Licht, Dreifaltigkeit und uranfänglich Einigkeit, schon weicht die feurige Sonne, geuß' Licht in unsere Herzen. Dich bete früh der Lobgesang, dich gnadenvoll der Vesperklang. unser Doppelgloria preise dich in alle Ewigkeit |

## Unterteilung
Das Werk gliedert sich in fünf Teile:

### I. Adspice Domine –Allegro moderato
Der erste Teil steht in a-Moll und vertont die Variation von Psalm 119,132 sowie den ersten Satz von Daniel 9,18. Charakteristisch sind die längeren, streng kontrapunktisch gesetzten Achtelfiguren der beiden Streichinstrumente und die polyphone Anlage des dreistimmigen Männerchorsatzes (TBarB).

### II. Aperi oculos tuos –Adagio
Im zweiten Teil, der nur einige Sekunden dauert und von einem Tenorsolisten vorgetragen wird, schließt sich der zweite Satz aus Daniel 9,18 an. Er stellt einen gregorianischen Choral dar.

### III. Qui regis Israel –Con moto
Der dritte Teil sieht den Männerchor nun im vierstimmigen Satz und die Streichbegleitung beschränkt sich auf tonangebende Viertel jeweils zu Taktbeginn. Am Anfang steht ein vorwiegend homophoner Chorsatz in F-Dur zum Text von Psalm 80,2. In der Mitte des Stücks folgt eine melismenreiche Vertonung der Trinitarischen Doxologie, welche zum Schluss in die Reprise des Psalmthemas mündet.

### IV. Aperi oculos tuos –Adagio
Zu Beginn des vierten Teils ertönt eine leicht veränderte Variation des gregorianischen Chorals des zweiten Teils, diesmal durch den Baritonsolisten. In der Folge wiederholt der Baritonsolist denselben Choral weitere vier Male, während drei weitere Solisten einen passenden Gegensatz darstellen: sie umrahmen die Choralmelodie mit zahlreichen Harmonisierungen und sind mit dem Doxologietext polytextural gegenüber dem Bibelvers. Das Orgelcontinuo kann ad libitum unterstützend mit, während die Streicher und der Gesamtchor in diesem Teil schweigen. Das Stück schließt mit einem gregorianischen Gloriaruf im Unisono der drei umrahmenden Solisten.

### V. O lux beata –Andante
Der fünfte und letzte Teil in A-Dur beschließt das Werk mit dem Ambrosius von Mailand zugeschriebenen Hymnus, welchen Mendelssohn als damals üblichen Choral (Kirchenlied) vertonte – im Kontrast zum vorherigen gregorianischen Choral. Nochmals treten zum Schluss die vier Solisten mit dem Aperi oculos tuos in einer Dur-Variante an, um dann im Tutti das Werk in einer Vollkadenz enden zu lassen.